# Alexander Ramsay (architecte)

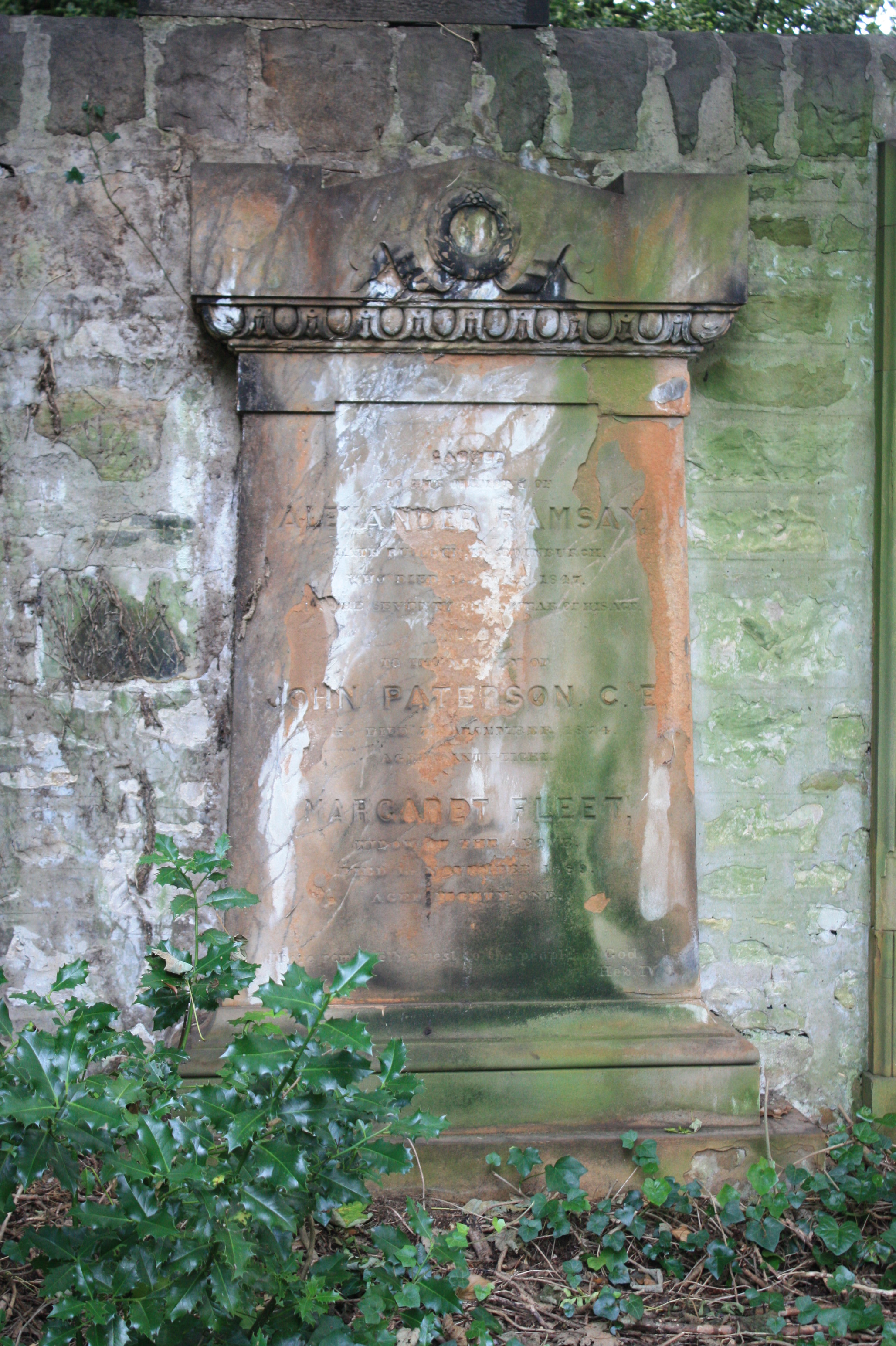
La tombe d'Alexander Ramsay, cimetière de Warriston

Alexander Ramsay ( vers 1777 – 18 mai 1847) est un constructeur et architecte écossais. 

## Biographie
Il est né à Édimbourg en 1777. 
Il reconstruit le château de Craigend, près de Milngavie, pour James Smith de Craigend, dans un Style néogothique. Craigend a été construit sur un terrain que le père de Smith avait acheté au duc de Montrose et qui faisait auparavant partie du domaine du château de Mugdock. La maison a été achevée en 1812, mais a été vidée et partiellement démolie en 1968. Les ruines forment une partie pittoresque du Mugdock Country Park. 
Il vivait au 16 Upper Grey Street, dans le sud d'Edimbourg . 
Il est enterré au Cimetière de Warriston, à Édimbourg, contre le mur sud. Le monument enregistre la mort de Ramsay le 18 mai 1847. 